# Ekgiagan
Ekgiagan, nekadašnje selo Chalon ili Chalone Indijanaca (porodica costanoan) koje se nalazilo u blizini misije Soledad u Kaliforniji. Spominje ga Alexander Taylor u Cal. Farmer (1860).
Ime ovog sela navodi se i kao Egeac